# Cowboys & Kisses
"Cowboys and Kisses" é uma canção pop lançada pela cantora e compositora Anastacia, escrita pela mesma, pelo Louis Biancaniello, JIVE e por Charlie "Steele" Pennachio, para o álbum de estreia da cantora Not That Kind.

## Videoclipe
Foi gravado nos dias 8 e 9 de Janeiro de 2001, filmadado no Camarillo Airport na Califórnia, Estados Unidos. Foi o segundo vídeo a ser dirigido por Nigel Dick. No vídeo, Anastacia conduz num hangar, quando um estranho indivíduo do sexo masculino está a conduzir na mesma faixa do que a cantora, e está a ser transmitido numa televisão.

## Faixas e formatos
- Australiano CD maxi single

1. "Cowboys & Kisses" [Edição de Rádio] 3:34
2. "Underdog" 4:56
3. "Not That Kind" [Mousse T Remix]
4. "Not That Kind" [Hex Hector Radio Edit]
5. "Cowboys & Kisses" [Unplugged Version]

- Europeu CD single

1. "Cowboys & Kisses" [Radio Edit]
2. "I'm Outta Love" [Live A Capella]

- Europeu maxi single

1. "Cowboys & Kisses" [Versão do Álbum] 4:40
2. "Cowboys & Kisses" [Edição de Rádio] 3:34
3. "I'm Outta Love" [Live A Capella] 1:54
4. "Underdog" 4:56
5. "Nothing At All" [Versão do Álbum] 4:26

- Europeu promocional single

1. "Cowboys & Kisses" [Edição de Rádio] 3:34

- Alemão maxi single

1. "Cowboys & Kisses" 4:40
2. "I'm Outta Love" [A Capella] 1:54
3. "Underdog" 4:56
4. "Nothin' At All" 4:26

- Reino Unido maxi single

1. "Cowboys & Kisses" [Tin Tin Out Radio Mix] 3:55
2. "Cowboys & Kisses" [Edição de Rádio] 3:34
3. "I'm Outta Love" [Hex Hector Main Club Mix] 7:59
4. "Cowboys & Kisses" [Vídeo]

- Reino Unido promocional single

1. "Cowboys & Kisses" [Tin Tin Out Radio Mix] 3:55
2. "Cowboys & Kisses" [Edição de Rádio] 3:34

## Histórico de lançamento
| Região      | Data                  |
| ----------- | --------------------- |
| Austrália   | 26 de Outubro de 2001 |
| Europa      | 26 de Outubro de 2001 |
| Alemanha    | 26 de Outubro de 2001 |
| Mundo       | 12 de Março de 2001   |
| Reino Unido | 21 de Maio de 2001    |

## Posições
| Tabelas musicais (2002)         | Melhor posição |
| ------------------------------- | -------------- |
| Dutch Singles Chart             | 26             |
| German Singles Chart            | 83             |
| New Zealand RIANZ Singles Chart | 46             |
| Swiss Singles Chart             | 33             |
| UK Singles Chart                | 28             |